# Јужне и Сјеверне династије
Јужне и Сјеверне династије (пин: Nánběicháo) је назив за период историје Кине који је трајао од 420. до 589. и током које је Кина била подијељена на јужни дио, којим су владале Јужне и сјеверни дио, којим су владале Сјеверне династије. До подјеле је дошло вијек раније, односно почетком 4. вијека када су сјеверну Кину заузели Ву Ху народи, и протјерали власт тадашње династије Ђин на југ. Династију Ђин је 420. свргнула династија Лиу Сонг, прва од Јужних династија, а што је догађај који се традиционално сматра почетком тог периода. На сјеверу је пак династија Сјеверни Веј, прва од Сјеверних династија, године 439. ујединила преостала подручја. Иако су се између те двије државе повремено водили сукоби око територија, и иако су оне саме биле погођене династичким сукобима и грађанским ратовима, период Јужних и Сјеверних династија се сматра релативном мирнијим у односу на претходни. То је омогућило да се преко сјеверне Кине нагло прошири будизам, који је постао државна религија; на сјеверу Кине је такође дошло до синизације не-кинеског становништва, укључујући владарске куће. На југу је, пак, дошло до развоја науке. Период је завршен када су снаге династије Суи, чији је владар цар Вен 577. свргнуо Сјеверни Зхоу, посљедњу од Сјеверних династија, године 589. свргнуо династију Чен, посљедњу од Јужних династија и тако поновно ујединио Кину.

## Залеђина
Након колапса уједињене Кине под династијом Источни Хан 220. године, великим делом због побуна Жутог турбана и Пет кутлача пиринча, Кина се на крају спојила у Три краљевства. Од њих, Цао Веј је био најјачи, а следе га источни Ву и Шу Хан, али су у почетку били у релативно стабилној формацији. Након државног удара 249. године од стране Сима Јиа, породица Сима је у суштини контролисала Цао Веј и брзо је уследило освајање Шун Хана од стране Цао Веја.
Након неуспелог пуча владајуће породице Цао против породице Сима, последњи владар Цаоа је абдицирао. Сима Јан (цар Ву од Ђина) је тада основао династију Западни Ђин и освајање источног Вуа од стране Западног Ђина догодило се 280. године, чиме је окончан период Три краљевства и поново уједињена Кина.
Династија Западни Ђин била је озбиљно ослабљена након Рата осам принчева од 291. до 306. За време владавине цара Хуаја од Ђина и цара Мина од Ђина, царство је доведено у озбиљну опасност устанком северних неханских народа колективно познатих као Пет варвара, када су се бројне номадске племенске групе преселиле у северну и северозападну Кину које су биле увелико регрутоване у војску, а затим су искористиле грађанске ратове да би преузеле власт. Њихове војске су скоро уништиле династију у катастрофи Јунгђа 311. године, када су снаге Пет варвара похарале Луојанг. Чанган је доживео сличну судбину 316. године.
Међутим, потомак царске куће, Сима Жуеј (цар Јуен од Ђина) побегао је јужно од реке Хуај и поново успоставио династију, познату у историографији као династија Источни Ђин. Учврстивши своју моћ на југу, источни Ђин су успоставили Ђенканг на постојећем месту Ђанје (сада Нанкинг) као своју нову престоницу.
На северу, Пет Варвара је успоставило бројне краткотрајне династије, што је довело до периода познатог као Шеснаест краљевстава у историографији. На крају, династија Северни Веј освојила је остале северне државе 439. године и ујединила северну Кину. Иако су источни Ђин и узастопне јужне династије биле добро брањене од северних династија постављањем поморских флота дуж Јангцекјанга, и даље су постојали различити проблеми у вези са стварањем и одржавањем војне снаге. Одређивање појединих домаћинстава за служење војног рока у граничарском систему на крају је довело до пада њиховог друштвеног статуса, што је у многим приликама изазвало широко распрострањено дезертерство трупа. Суочени са недостатком трупа, генерали из Источног Ђина су често слати у кампање да поробе народе који нису Хани на југу како би их регрутирали у војску. Династија Источни Ђин није пала због спољне инвазије, већ зато што је Љу Ју (цар Ву од Љу Сонг) запленио трон од цара Гонга из Ђина и основао династију Љу Сонг, чиме је званично започео период северне и јужне династије.

## Северне династије
Северне династије почеле су 439. године када је Северни Веј освојио Северни Љанг да би ујединили северну Кину и окончане су 589. године када је династија Суеј затрла династију Чен. Може се поделити на три временска периода: Северни Веј; Источни и Западни Веј; Северни Ћи и Северни Џоу. Северни, источни и западни Веј, заједно са Северним Џоуом, основали су припадници Сјенбеј народа, док је Северни Ћи успоставио народ Хан.
На северу, локални етнички Хан племићки кланови су се консолидовали изградњом утврђених села. Клан би створио де факто феуд кроз веома кохезивну породичну заједницу за самоодбрану. Мање сељачке породице би радиле за доминантни клан као закупци или кметови. Ово је био одговор на хаотично политичко окружење, а ове племићке породице Хан углавном су избегавале државну службу пре него што је двор Северног Веја покренуо покрет синицизације. Северно племство је стога било високо милитаризовано у поређењу са префињеним јужњачким аристократама, а ова разлика се задржала и у династијама Суеј и Танг вековима касније.

### Успон Северног Веја (386–535) и покрет синицизације
У периоду од шеснаест краљевстава, породица Туоба из Сјанбија била је владар државе Дај. Иако су је освојили бивши Ћин, пораз бившег Ћина у Бици код реке Феј је довео до колапса бившег Ћина. Унук последњег принца Даја Туоба Шијиђен, Туоба Гуеј је обновио богатство клана Туоба, преименујући своју државу у Веј (сада познату као Северни Веј) са престоницом у Шенглеу (близу модерног Хохота). Под владавином царева Даову (Туоба Гуј), Мингијан и Тајву, Северни Веј се прогресивно ширио. Оснивање ране државе Северни Веј и њене економије такође су били у великој мери заслуга пара отац-син Цуеј Хонг и Цуеј Хао. Туоба Гуеј је учествовао у бројним сукобима са Каснијим Јенима који су се завршили повољно за Северни Веј, након што су добили помоћ од Џанг Гуна који им је омогућио да униште војску каснијих Јана у вици код Цанхе Падине. Након ове победе, Туоба Гуј је освојио каснију престоницу Јена Пингченг (данашњи Датонг). Исте године се прогласио за цара Даова.